# Maria Cocchetti
Maria Cocchetti (Lovere, 19 giugno 1966) è una fondista di corsa in montagna e maratoneta italiana.

## Biografia
Il risultato principale ad oggi è rappresentato dalla vittoria della Maratona di Roma edizione 2002 con il tempo di 2h 33'06" (migliore prestazione italiana del 2002).
Autodidatta, per quanto riguarda gli allenamenti, ha debuttato nella maratona a Cesano Boscone (MI) nel 1999 piazzandosi al 6º posto.  Indossata più volte la maglia azzurra di corsa in montagna, dove ha vinto anche nel 2011 un altro titolo italiano a Piancavallo (PN), ha ottenuto il miglior tempo personale sulla mezza maratona a Villa Lagarina (TN) nel 2003 con 1h 13'53".
Numerosi sono i piazzamenti sia nelle corse in montagna che su strada. Convocata per i colori azzurri per i mondiali nella maratona a Parigi Saint-Denis 2003, non ha potuto parteciparvi a causa di un infortunio tendineo.
In carriera ha corso per le società Tre Stelle Nautica Bolis, con la quale ha iniziato l'avventura atletica, SNAM Milano, Cover Sportiva Mapei,  Atletica Lumezzane CSP,  e tuttora fa parte dell'ASD Atletica Paratico.

## Vita privata
È sposata ed ha una figlia .

## Palmarès
- Campionessa del mondo a squadre di corsa in montagna (1987, 1988, 1989)
- 1990 - 2ª ai mondiali di corsa in montagna 1990 a (Telfes)

## Campionati nazionali
1987
- Oro ai campionati italiani di corsa in montagna

1988
- Oro ai campionati italiani di corsa in montagna
- Oro ai campionati italiani di corsa in montagna a staffetta (in squadra con Lazzarini)

1990
- Oro ai campionati italiani di corsa in montagna
- Oro ai campionati italiani di combinata (Cross - Strada - Montagna - 10000 in pista)

1991
- 6º ai campionati italiani di corsa campestre - 21'50"

1992
- 14º ai campionati italiani di corsa campestre - 21'29"

2005
- Bronzo ai campionati italiani di maratona - 2h36'37"

2011
- Oro ai campionati italiani master di corsa in montagna, categoria SF45[1]

2016
- Oro ai campionati italiani master di corsa in montagna, categoria SF50

2017
- Argento ai campionati italiani master di corsa in montagna, categoria SF50
- Marina di Ugento (LE) - 05/03/2017 - Titolo Italiano Campestre per Società: 1' classificate (Atl. Lumezzane C.S.P.).

2018
- Argento ai campionati italiani master di maratonina, categoria SF50 - 1h25'31"
- Oro ai campionati italiani master di corsa in montagna, categoria SF50
- Lucca (LU) - 03/03/2018 - Titolo Italiano Cross Master per Società: 1' classificate (Atl. Paratico)
- Arco di Trento (TN) - 27/05/18 - Titolo Italiano di Staffetta di Corsa in Montagna - 1' classificata Cat. B
- Alberobello (BA) - 01/09/2018 - 3' classificata Campionato Italiano Master Corsa su strada MF50

## Altre competizioni internazionali
1986
- Bronzo al Cross dell'Altopiano ( Clusone) - 14'07"

1987
- Oro al Trofeo Vanoni ( Morbegno) - 22'49"[2]
- Oro alla Cà Bianca ( Cafasse) - 32'41"[3]

1988
- Oro al Cross dell'Altopiano ( Clusone)
- Oro alla Cà Bianca ( Cafasse) - 32'13"[3]

1990
- Oro al Cross della Vallecamonica ( Darfo Boario Terme)[4]

1989
- Oro al Trofeo Vanoni ( Morbegno) - 23'27"[2]
- Oro alla Cà Bianca ( Cafasse)[3]

1992
- Oro al Trofeo Vanoni ( Morbegno) - 24'48"[2]

1999
- 6° alla Maratona di Cesano Boscone ( Cesano Boscone) - 2h42'33"
- Argento al Cross della Vallecamonica ( Darfo Boario Terme)[4]

2000
- Argento alla Padova Marathon ( Padova) - 2h38'10"
- Argento alla Maratonina delle Quattro Porte ( Pieve di Cento) - 1h15'45"

2001
- Oro alla Maratona di Ravenna ( Ravenna) - 2h39'28"[5]
- Oro alla Stralivigno ( Livigno) - 1h23'48"[6]
- Oro alla Mezza maratona di Ferrara ( Ferrara[7] - 1h14'40"
- Argento alla Mezza maratona di Montegrotto Terme ( Montegrotto Terme) - 1h14'57"
- 11° alla Avon Running ( Milano) - 34'47"
- Argento al Cross della Vallecamonica ( Darfo Boario Terme), gara juniores[4]
- Argento a La Ciaspolada ( Fondo)

2002
- Oro alla Maratona di Roma ( Roma) - 2h33'06"
- 4° alla Maratona di Venezia ( Venezia) - 2h36'07"
- Oro alla Mezza maratona di Ravenna ( Ravenna) - 1h14'20"
- Oro alla Merano-Lagundo ( Merano) - 1h14'25"[8]
- Argento alla Mezza maratona di Montegrotto Terme ( Montegrotto Terme) - 1h15'00"
- 4° alla Stralivigno ( Livigno) - 1h23'48"
- 11° alla Avon Running ( Milano) - 34'26"

2003
- Oro alla Maratona d'Europa ( Trieste) - 2h33'50"
- Oro alla Maratonina della Pace ( Villa Lagarina) - 1h13'53"
- Oro alla Mezza maratona di Piacenza ( Piacenza) - 1h15'12"[9]
- Oro alla Mezza maratona di Bergamo ( Bergamo) - 1h15'46"
- Oro alla Mezza maratona di Trento ( Trento) - 1h15'53"
- Argento alla Mezza maratona di Pavia ( Pavia) - 1h16'50"
- 5° alla Mezza maratona di Cremona ( Cremona) - 1h17'43"
- 11° alla Avon Running ( Milano) - 35'05"

2004
- 4° alla Stramilano ( Milano) - 1h15'53"
- Oro alla Stralivigno ( Livigno) - 1h23'50"[6]
- Argento alla Mezza maratona di Ferrara ( Ferrara)[7] - 1h14'22"
- Oro alla Mezza maratona del Garda ( Toscolano Maderno) - 1h15'17"
- Argento alla Mezza maratona di Pavia ( Pavia) - 1h16'50"
- Bronzo alla Mezza maratona di Merano ( Merano) - 1h16'50"
- Oro alla Maratonina della Pace ( Villa Lagarina) - 1h17'16"

2005
- Bronzo alla Padova Marathon ( Padova) - 2h36'37"
- Bronzo alla Mezza maratona di Cremona ( Cremona) - 1h16'09"
- Bronzo alla Mezza maratona di Torino ( Torino) - 1h17'36"
- Bronzo alla Mezza maratona di Pavia ( Pavia) - 1h18'10"
- 12° alla Avon Running ( Milano) - 36'09"

2006
- Oro alla Maratona d'Europa ( Trieste) - 2h42'17"
- Bronzo alla Maratonina della Pace ( Villa Lagarina) - 1h14'41"
- Argento alla Stralivigno ( Livigno) - 1h27'58"
- Bronzo alla Mezza maratona di Merano ( Merano) - 1h14'57"
- Oro alla Mezza maratona di Piacenza ( Piacenza) 1h15'23"[9]

2007
- Argento alla Maratona d'Europa ( Trieste) - 2h42'11"
- Oro alla Mezza maratona di Trecate ( Trecate) - 1h15'32"
- Bronzo alla Mezza maratona di Ferrara ( Ferrara) - 1h15'40"
- Bronzo alla Maratonina delle Quattro Porte ( Pieve di Cento) - 1h16'53"

2008
- 4° alla Mezza maratona di Merano ( Merano) - 1h18'03"

2009
- Bronzo alla Mezza maratona di Piacenza ( Piacenza) - 1h18'06"
- Oro alla Mezza maratona di Padenghe ( Padenghe sul Garda) - 1h18'07"
- 5° alla Maratonina delle Quattro Porte ( Pieve di Cento) - 1h19'11"

2012
- Bronzo alla Mezza maratona di Cantù ( Cantù) - 1h23'54"

2017
- Argento alla Vivicittà Brescia ( Brescia), 12 km

2018
- 12° alla Mezza maratona di Trento ( Trento) - 1h25'35"
- Oro al Cross di Morbegno ( Morbegno)